# Biblioteca Sarrià - J.V. Foix
La Biblioteca Sarrià - J.V. Foix és una biblioteca pública ubicada a la plaça de Sarrià del barri homònim de Barcelona. Va ser inaugurada l'1 de febrer del 2025 i batejada en honor al poeta sarrianenc Josep Vicenç Foix i Mas. Està especialitzada en cultura digital i hi ha una zona de creació interactiva per a infants, una zona de videojocs i un estudi d’enregistrament i edició audiovisual. També està dedicada a la literatura d'avantguarda, amb un ampli ventall d’obres relacionades amb el poeta, així com una part dedicada als moviments literaris i artístics de principis del segle xx. La seva directora és Olga Cebollada.

## Història

### Antecedents
La creació d'una biblioteca pública a Sarrià era un reclam popular des d'almenys la dècada del 1990, quan la darrera del barri, de l'Obra Social de la Caixa de Pensions, va desaparèixer, convertida primer en una sucursal bancària i després en una consulta odontològica. Per aquesta circumstància, els sarrianencs havien de desplaçar-se a les altres biblioteques del districte: la Biblioteca Clarà a les Tres Torres, la Biblioteca Joan Maragall a Sant Gervasi o la Biblioteca Josep Miracle a Collserola.
En principi, l'Ajuntament de Barcelona volia traslladar els serveis administratius del districte del carrer d'Anglí a un solar de propietat municipal que hi havia a la plaça de Sarrià. Tanmateix, les queixes de l'Associació de Veïns de Sarrià van fer reconduir el propòsit al qual destinarien l'espai edificable per a introduir-hi la biblioteca. Aquesta concessió per part de l'Ajuntament hauria estat resultat de l'èmfasi d'alguns grups municipals en la qüestió durant les negociacions per als pressupostos generals del 2021.

### Construcció
El projecte bàsic de construcció es va presentar al públic el 2017, durant el primer mandat d'Ada Colau a l'Ajuntament de Barcelona, però ideat durant l'anterior, de Xavier Trias. Es pretenia efectuar-lo entre aquell any i el següent, però el 2018 el tinent d’alcalde Gerardo Pisarello va comunicar que no començarien fins al gener del 2019. Segons l'Ajuntament, el curs d'acció es va endarrerir i encarir per problemes tècnics entorn de la construcció, ja que una part de l'edifici s'havia d'aixecar sobre un tram del túnel dels Ferrocarrils de la Generalitat i es van haver d'introduir millores en el pla per a garantir l'estabilitat del túnel i evitar d'interferir en l'ambient de la futura biblioteca. Per tant, es va ajornar l'inici de les obres fins al 2019 i, passades les eleccions municipals, la intenció era tramitar la licitació del projecte el març del 2020. Amb tot, per l'esclat de la pandèmia de COVID-19, es va haver de posar en pausa el procés i no es van poder licitar les obres de construcció de la biblioteca fins al 2 de desembre del 2020. El 2021, el pressupost previst per al projecte era de 14.615.093,90 €.
La construcció de la biblioteca, que anava a càrrec d'OP Team Arquitectura, va arrencar el juliol del 2021. S'esperava haver-la acabada el juliol del 2023, però es van produir demores en l'execució, amb la qual cosa el regidor Albert Batlle va assegurar que s'hauria acomplert l'encàrrec el gener del 2024. Això no obstant, a tombants del 2023 el conseller del districte Blas Navalón va anunciar que, per un retard inesperat, la biblioteca preveia obrir les portes al públic al tercer trimestre del 2024. Els motius adduïts per al retard van ser el descobriment de troballes arqueològiques dels segles XVIII i XIX durant les obres i les dificultats de proveïment del material necessari. Finalment la inauguració va ser l'1 de febrer del 2025, a càrrec de l'alcalde Jaume Collboni, i la inversió total va ser de 8,6 milions d'euros.

### Nom
Inicialment, el PSC va apostar per anomenar la biblioteca en honor al poeta sarrianenc J. V. Foix, considerat un poeta emblemàtic de Sarrià i nascut a la vila abans de l'annexió a Barcelona. Tanmateix, en un consell de districte de maig del 2021, els partits Junts, ERC i BComú van votar en contra de la proposta del PSC emparant-se en el fet que la majoria de biblioteques municipals portaven nom d'home (a 2024, de les 40 biblioteques de Barcelona, només 13 en duien de dona). En conseqüència, per a decidir el nom de la biblioteca, es va fer una consulta popular als veïns del districte de Sarrià - Sant Gervasi de més de 14 anys. La consulta, que es va dur a terme bimodalment (tant presencialment com telemàticament) per a combatre l'escletxa digital, va arreplegar 1.500 electors en total. El procés participatiu va transcórrer del 10 al 21 de juny, o sigui que va durar onze dies.
Es van proposar quatre opcions: per part del districte de Sarrià-Sant Gervasi, l'esmentat J. V. Foix i la periodista i dibuixant Núria Pompeia; per part de la Taula d'Entitats de Sarrià, la pedagoga i traductora Carme Serrallonga i l'escriptor i pedagog Emili Teixidor. Així i tot, la candidatura amb la campanya més forta va ser la foixiana, que tenia com a principal rival la de Serrallonga.

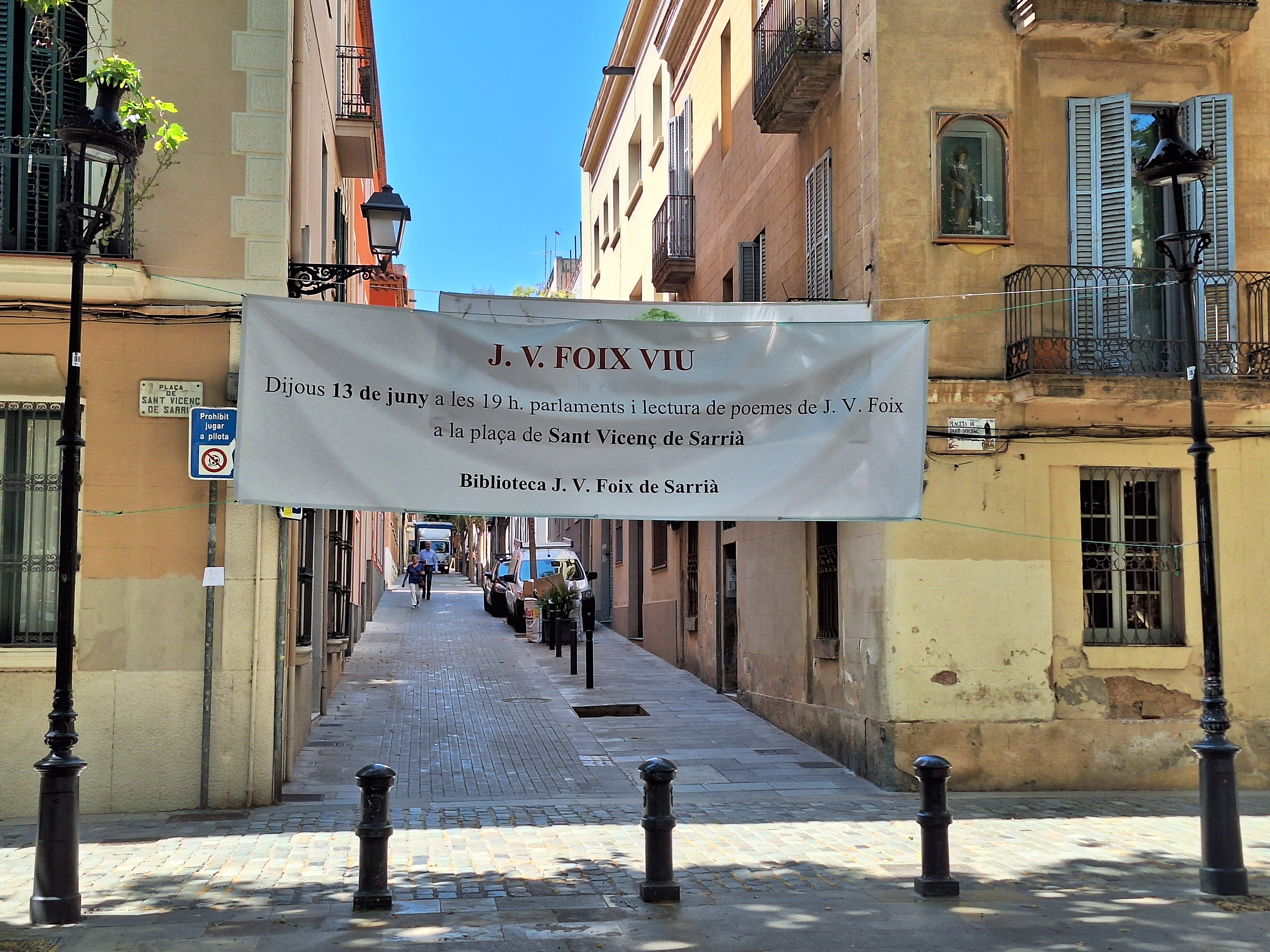
Pancarta a la plaça de Sant Vicenç de Sarrià que anuncia activitats de la campanya de la Fundació J.V. Foix

La realització de la consulta va ser controvertida, atès que els partidaris de Foix estimaven que no s'havia fet en casos anteriors i que l'opció idònia era inequívocament la seva, així que no s'hauria d'haver consultat. En canvi, la Taula d'Entitats de Sarrià va valorar-ho positivament per la democratització d'una decisió institucional que interpel·la la ciutadania. També es va criticar que s'hagués fet extensiu a tot el districte, que alberga el quíntuple de població que el barri sol (que té unes 5.000 persones), titllant-ho d'una «anomalia» i d'un «mal plantejament». De fet, aquest sector va sol·licitar a l'alcalde de Barcelona, Jaume Collboni, que suspengués la consulta pel que entenien com «irregularitats» en el procediment, argumentant també que hi hauria «molts alumnes i exalumnes de les institucions pedagògiques que van dirigir Carme Serrallonga i Emili Teixidor» que en podrien «desdibuixar el resultat».
Es van posicionar a favor del poeta la pastisseria Foix de Sarrià, que en va regalar llibrets biogràfics; la Fundació J.V. Foix, que va recollir firmes a favor de la tria de Foix i va organitzar un recital de poesia al respecte a la plaça de Sant Vicenç de Sarrià; i el periodista Francesc Canosa en un article d'opinió a l'Ara. Al recital poètic van assistir figures com Marta Pessarrodona, Glòria Bordons, Lloll Bertran i Celdoni Fonoll, mentre que s'hi van adherir d'altres com Eva Baltasar, Guillermina Motta, Màrius Serra i Perejaume. També s'hi va projectar un vídeo de poetesses afins d'arreu dels Països Catalans, d'entre les quals hi havia Blanca Llum Vidal, Antònia Vicens, Antonina Canyelles i Maria Sevilla. També van afavorir aquesta proposta els consellers de districte Albert Batlle, Antonio Verdera del Partit Popular, Mercè Escofet de Ciutadans i Pol Lliró de Junts. Alguns dels motius adduïts a favor d'aquesta candidatura van ser la residència, el compromís social i la transcendència de Foix a Sarrià, a més del seu reconeixement internacional. El contraargument més comú fora de la feminització dels noms de biblioteques va ser que Foix ja era present en l'onomàstica de la ciutat, atesa l'existència de l'Avinguda de Josep Vicenç Foix i de l'Escola Poeta Foix.
D'altra banda, la Taula d'Entitats de Sarrià va defensar l'elecció de Serrallonga perquè, en paraules de la portaveu Montserrat Morera, volien reivindicar «un Sarrià més femení, més inclusiu i on les dones amagades durant molt de temps tinguin més visibilitat». En aquesta línia, van publicar el manifest Biblioteca Carme Serrallonga per un Sarrià més igualitari, que exposa com a fi de la tria de Serrallonga la promoció i la representació de les dones en els equipaments públics de la ciutat. Durant la campanya, la mateixa Montserrat Morera va debatre la qüestió a Betevé amb l'historiador Jesús Mestre i el periodista i escriptor Jordi Bigues, tots tres del barri.
Al capdavall, J. V. Foix va ser elegit per a batejar la institució, amb 781 vots de suport, enfront dels 426 de Carme Serrallonga, els 167 de Núria Pompeia i els 67 d'Emili Teixidor. A banda d'aquestes figures, s'havia plantejat incloure en la consulta la dramaturga i escriptora Dolors Monserdà, la poeta Clementina Arderiu i la periodista i escriptora Carme Karr, que finalment no hi van aparèixer. En el cas de Karr, el seu besnet Jordi Bigues va demanar públicament en un article a El Jardí de Sant Gervasi i Sarrià que no hi constés, al·legant que «el poeta J.V. Foix és el sarrianenc més il·lustre».

## Edifici
La biblioteca està situada en un edifici al passeig de la Bonanova i té dos accessos: un a la plaça de Sarrià, i l'altre al carrer Menor, abans part de l'espai privat de la torre Mitjans, que uneix el carrer Major i la plaça de Sarrià amb el carrer de la Mare de Déu de Núria i la Via Augusta. Per la situació geogràfica, és d'especial interès i fàcil accés per als estudiants de l'Escola Orlandai, l'Escola Sant Marc, el Col·legi Sant Ignasi, el centre internacional Santa Clara School i l'Institut Químic de Sarrià.
L'edifici consta de 5.397 m2, dels quals 4.831 útils, i la biblioteca fa ús de 1.255 m2. Ocupa una tercera part de l'edifici, que també acull oficines municipals corresponents a l'administració del districte, així com la sala polivalent Carme Serrallonga, que és un espai alt i diàfan. Per bé que s'havia pensat d'establir-hi també l'Oficina d'Atenció al Ciutadà i l'arxiu històric de Sarrià, per la capacitat disponible no va ser possible. La biblioteca ocupa les dues primeres plantes de l'equipament, que en conjunt consta d'un soterrani, una planta baixa, dues plantes més per sobre del nivell del terra i un terrat. Al soterrani hi ha l'auditori i sales polivalents per a les entitats del barri, els pisos de la biblioteca tenen pati interior i els últims són les oficines del districte. El terrat és d'accés limitat i està destinat a oferir-hi activitats cíviques, amb una part enjardinada i una altra de pavimentada.